# Social service
Social service is een hoorspel van Barry Bermange. Het werd onder de titel Sozialhilfe werd op 24 november 1980 door de Westdeutscher Rundfunk uitgezonden, maar de VARA bracht het reeds op woensdag 11 mei 1977. Tuuk Buytenhuys vertaalde het en Barry Bermange was de regisseur. Het hoorspel duurde 57 minuten.

## Rolbezetting
- Barry Bermange (de sollicitant)
- Joke Reitsma-Hagelen (de weduwe)
- Frans Somers, Paul van der Lek, Hans Veerman, Hans Karsenbarg, Willy Brill & Fé Sciarone (verdere medewerkenden)

## Inhoud
Een man wil solliciteren. Welk doel de sollicitatie heeft, wordt niet gezegd, en dat is ook niet van belang. De sollicitatie op zichzelf volstaat reeds om het mechanisme te activeren dat het verloop van de dialogen, waaruit het stuk bestaat, in gang zet. De sollicitant wordt van stem naar stem doorgestuurd, steeds verder door de schakels van een bureaucratische keten. Het stuk poogt de totale onbekwaamheid van de bureaucratie te illustreren, die eenvoudige problemen behandelt op een taalkundige manier die slechts tot doel heeft te compliceren en te verwarren, een methode die ons uiteindelijk afsluit van de sociale hulp waarop we recht hebben en aanspraak mogen maken…